# Augila valdesii
Augila valdesii är en insektsart som beskrevs av Baker 1915. Augila valdesii ingår i släktet Augila och familjen Caliscelidae. Inga underarter finns listade i Catalogue of Life.